# Distinguished Encoding Rules
Pour les articles homonymes, voir DER.
Distinguished Encoding Rules (DER)  est un standard d'encodage pour les données respectant une syntaxe ASN.1. Il a été spécifié par l'Union internationale des télécommunications (UIT) dans le document X.690 (en) en 1994.
Cet encodage est une restriction du BER, lui-même un standard d'encodage de l'ASN.1. Le principal avantage du DER sur le BER est d'assurer l'unicité de l'encodage : une donnée ne peut être encodée que d'une seule façon en DER, ce qui n'est pas le cas en BER.
Cet encodage est très largement utilisé, par exemple dans la série de documents PKCS de la société RSA Security ou encore le standard X.509 pour les certificats numériques. 